# Movimento Sociale Repubblicano
Il Movimento Sociale Repubblicano (in spagnolo Movimiento Social Republicano, MSR) è stato un partito politico spagnolo, con sede a Barcellona, registrato al Ministero degli Interni il 30 novembre 1999.
Il movimento si inquadrava nell'orbita del neofascismo europeo presentando posizioni terzoposizioniste e nazional-rivoluzionarie. Il motto del MSR era: Spagna-Repubblica-Socializzazione.
Molte delle suggestioni ispiratrici del MSR provenivano inoltre dagli scritti di Ramiro Ledesma Ramos fondatore delle Giunte di Offensiva Nazional-Sindacalista (JONS).
Possedeva delle sezioni sindacali dei lavoratori (Unione Sindacale dei Lavoratori), degli studenti (Unione Sindacale degli Studenti) e una sezione giovanile (Lega Giovane).
Per tutta la ventennale esistenza del movimento, Tribuna de Europa è stata la pubblicazione ufficiale del MSR, mentre Libertad era il bollettino informativo.
A seguito del VIII congresso nazionale dell'11 novembre 2017, i partecipanti hanno deciso all'unanimità di chiudere l'esperienza del MSR giudicata ormai «ineffettuale». Il movimento si è così ufficialmente disciolto il 30 gennaio 2018 con un comunicato stampa.